# 울주 방기리 알바위
방기리알바위(芳基里알바위)은 울산광역시 울주군 삼남면에 있는 바위이다. 1997년 10월 9일 울산광역시의 기념물 제10호로 지정되었다.

## 개요
알바위는 알[卵] 모양의 구멍들이 있는 바위라는 뜻이다. 이 구멍들은 돌 표면을 쪼아서 형태를 잡은 다음 회전 마찰을 통해 다듬은 것으로, 성혈(性穴)이라고도 한다. 주로 고인돌의 덮개돌이나 자연암반에 새겨지며, 흔히 ‘알구멍’, ‘알바위’ 등으로 불린다.
성혈은 주로 태양, 여성의 성기 등을 상징하며, 이는 풍요와 다산의 의미로 해석된다. 청동기시대 농경의 발달은 인구 증가와 동시에 많은 생산량을 필요로 하게 되었으며, 이것이 다산과 풍요를 기원하는 신앙적 의식의 표현으로 이어졌을 것으로 추정된다.
방기리 알바위는 방기리 하방마을 입구에 있는 작은 동산에 위치하고 있으며, 자연 그대로의 여러 개 바위에 성혈이 새겨진 것이 특징이다. 동심원(同心圓) 모양으로 둥글게 성혈을 배치한 것도 있고, 성혈들을 선(線)으로 이은 것도 있는데, 이런 것은 다른 곳에서는 볼 수 없다. 하나의 바위에 보통 10개 이상이 새겨져 있고, 50여 개 이상이 새겨진 것 도 있다. 성혈의 크기는 직경 5~15cm의 원형에 깊이 3~10cm의 반란(半卵)의 모양이며, 보존 상태는 양호한 편이다.
1996년 발굴된 방기리과 양산 신평 청동기시대 마을 유적들과 관련이 있는 것으로 보인다. 이곳은 당시 사람들이 마을의 번영과 안녕을 기원하는 제의장소로 이용되었을 것으로 생각된다.

## 참고 문헌
- 방기리알바위 - 국가유산청 국가유산포털